# Micrina xiaofanensis
Micrina xiaofanensis — викопний вид спіральних тварин, що існував у кембрійському періоді, приблизно 545—520 млн років тому. Описаний по скам'янілих відбитках, що знайдені у відкладеннях морських алевролітів у формації Юаншань у провінції Юньнань на півдні Китаю. Це прикріплена до ґрунту, двостулкова тварина, що була родинною до предкових форм плечоногих.